# Torneio de Roland Garros de 1985
O Torneio de Roland Garros de 1985 foi um torneio de tênis disputado nas quadras de saibro do Stade Roland Garros, em Paris, na França, entre 27 de maio e 9 de junho. Corresponde à 18ª edição da era aberta e à 84ª de todos os tempos.

## Finais

### Profissional
| Categoria | Evento    | Campeã(s)(o/ões)                    | Vice-campeã(s)(o/ões)              | Resultado          | Chave(s)  | Chave(s)       |
| --------- | --------- | ----------------------------------- | ---------------------------------- | ------------------ | --------- | -------------- |
| Simples   | Masculino | Mats Wilander                       | Ivan Lendl                         | 3–6, 6–4, 6–2, 6–2 | principal | qualificatório |
| Simples   | Feminino  | Chris Evert                         | Martina Navrátilová                | 6–3, 46–7, 7–5     | principal | qualificatório |
| Duplas    | Masculino | Mark Edmondson Kim Warwick          | Shlomo Glickstein Hans Simonsson   | 6–3, 6–4, 6–7, 6–3 | principal | principal      |
| Duplas    | Feminino  | Martina Navrátilová Pam Shriver     | Claudia Kohde-Kilsch Helena Suková | 4–6, 6–2, 6–2      | principal | principal      |
| Duplas    | Misto     | Martina Navrátilová Heinz Günthardt | Paula Smith Francisco González     | 2–6, 6–3, 6–2      | principal | principal      |

### Juvenil
| Categoria | Evento    | Campeã(s)(o/ões)                       | Vice-campeã(s)(o/ões) | Resultado     | Chave(s)  | Chave(s)       |
| --------- | --------- | -------------------------------------- | --------------------- | ------------- | --------- | -------------- |
| Simples   | Masculino | Jaime Yzaga                            | Thomas Muster         | 2–6, 6–3, 6–0 | principal | qualificatório |
| Simples   | Feminino  | Laura Garrone                          | Dianne van Rensburg   | 6–1, 6–3      | principal | qualificatório |
| Duplas    | Masculino | Petr Korda Cyril Suk                   |                       |               | principal | principal      |
| Duplas    | Feminino  | Mariana Pérez-Roldán Patricia Tarabini |                       |               | principal | principal      |